# San Francisco 49ers 1946
La stagione 1946 dei San Francisco 49ers è stata la prima della franchigia nella All-America Football Conference, anch'essa alla sua stagione inaugurale.

## Partite

### Stagione regolare
| Turno | Data       | Avversario          | Risultato | Punteggio | Record |
| 1     | 6/9/1946   | New York Yankees    | S         | 21–7      | 0–1    |
| 2     | 15/9/1946  | Miami Seahawks      | V         | 21–14     | 1–1    |
| 3     | 22/9/1946  | Brooklyn Dodgers    | V         | 32–13     | 2–1    |
| 4     | 29/9/1946  | at Chicago Rockets  | S         | 24–7      | 2–2    |
| 5     | 8/10/1946  | at Miami Seahawks   | V         | 34–7      | 3–2    |
| 6     | 12/10/1946 | at Los Angeles Dons | V         | 23–14     | 4–2    |
| 7     | 19/10/1946 | at Buffalo Bisons   | S         | 17–14     | 4–3    |
| 8     | 27/10/1946 | at Cleveland Browns | V         | 34–20     | 5–3    |
| 9     | 2/11/1946  | Buffalo Bisons      | V         | 27–14     | 6–3    |
| 10    | 10/11/1946 | Cleveland Browns    | S         | 14–7      | 6–4    |
| 11    | 17/11/1946 | at New York Yankees | S         | 10–9      | 6–5    |
| 12    | 24/11/1946 | at Brooklyn Dodgers | V         | 30–14     | 7–5    |
| 13    | 30/11/1946 | Chicago Rockets     | V         | 14–0      | 8–5    |
| 14    | 8/12/1946  | Los Angeles Dons    | V         | 48–7      | 9–5    |